# لی نیلور (بازیکن فوتبال)
لی نیلور (انگلیسی: Lee Naylor؛ زادهٔ ۱۹ مارس ۱۹۸۰) یک بازیکن فوتبال اهل بریتانیا است.